# کاوالیا
کاوالیا (به هندی: कैवल्य) هدف نهایی از یوگا است و به معنای تنهایی یا جدا شدن می‌باشد. کاوالیا یکی از مترادف‌های موکشه است و به عنوان آپاوارگا، موکتی و نیروانا و یکی از مفاهیم فلسفی هندو می‌باشد.

## در اوپانیشاد
واژه‌های کِوالا، کاوالیا یا کاوالیا-موکتی در اوپانیشادها آمده‌اند، از جمله شوتشوتره (I و VI) کی والیا (۲۵)، امیتابیندو (۲۹) و موکتیکا (۱٫۱۸، ۲۶، ۳۱).
پس از ظهور آیین هندو با امپراطوری قدرتمندِ ویجایاناگار در قرن چهاردهم، شیواپرستی رشدِ خوبی را در جنوب هند تجربه کرد.